# وينشستر (نيفادا)
وينشستر، نيفادا (بالإنجليزية: Winchester, Nevada)‏ هي بلدة غير مدخلة  ومكان مخصص للتعداد (CDP) وجزء من بلدية لاس فيغاس في مقاطعة كلارك في ولاية نيفادا الأمريكية، وتحوي البلدية على جزء من لاس فيغاس ستريب. وهي جزء من المناطق المخصصة للإحصاء والتجمعات السكنية غير المدخلة التي تقع جنوب لاس فيغاس مباشرة. بلغ عدد سكانها 27,978 نسمة حسب تعداد عام 2010. وتحكمها لجنة مقاطعة كلارك مع المشورة من مجلس بلدة وينشستر الاستشاري. لا يظهر اسم وينشستر في العناوين البريدية؛ خصصت دائرة البريد في الولايات المتحدة مدينة لاس فيغاس كمكان للرموز البريدية التي تخص وينشستر.